# タラル・マンスール
タラル・マンスール（Talal Mansour、1964年3月8日 - ）はカタールの男子陸上競技選手。専門は短距離走。
1986年にソウル特別市で開催されたアジア競技大会に出場し、100mで金メダルを獲得した。以降1990年の北京大会、1994年の広島大会で100mで金メダルを獲得した。広島大会では200mも優勝している。
国際大会では1993年の世界室内陸上競技選手権大会における60mで銅メダルを獲得している。オリンピックでは4×100mリレーに1984年のロサンゼルスオリンピックと1988年にソウルオリンピックで出場、100m走はソウルオリンピックと1992年のバルセロナオリンピックで出場している。
2006年にドーハで開催されたアジア競技大会では開会式に聖火ランナーとして参加し、最終ランナーであるカタール王子のシェイク・モハメド・ビン・ハマド・サーニへと聖火を渡した。